# قشلاق میدان‌باغی
قشلاق میدان‌باغی یکی از روستاهای استان آذربایجان شرقی است که در دهستان نقدوز بخش فندقلو شهرستان اهر واقع شده‌است.این روستا ۵۱ نفر جمعیت دارد.